# 4424 Arkhipova
4424 Arkhipova је астероид главног астероидног појаса. Приближан пречник астероида је 25,01 ,
а средња удаљеност астероида од Сунца износи 2,756 астрономских јединица (АЈ).
Инклинација (нагиб) орбите у односу на раван еклиптике је 14,746 степени, а орбитални период износи 1671,675 дана (4,576 године). Ексцентрицитет орбите астероида износи 0,079.
Апсолутна магнитуда астероида износи 11,50 а геометријски албедо 0,070.
Астероид је откривен 16. фебруара 1967. године.